# Emma Baron
Emma Baron, née Emma Bardon à Trévise le 19 octobre 1904 et morte à Rome le 7 mars 1986, est une actrice italienne.

## Biographie
Née Emma Bardon à Trévise, après avoir obtenu dans les années 1920 son diplôme en arts, elle  commence une carrière sur scène en entrant dans les compagnies théâtrales de Maria Melato et Marta Abba,.
Elle fait ses débuts au cinéma en 1935, jouant son premier rôle dans le film Freccia d'oro, pendant le tournage duquel elle fait la connaissance de l'acteur Ennio Cerlesi, qui devient son mari ainsi que son partenaire sur scène.
À partir des années 1940, Emma Baron commence une intense carrière cinématographique comme une actrice de genre, se spécialisant dans des rôles de mère.

## Filmographie partielle
- 1938 : Il suo destino d'Enrico Guazzoni
- 1948 : Gioventù perduta de Pietro Germi
- 1950 : 
  - Acte d'accusation de Giacomo Gentilomo
  - L'edera d'Augusto Genina
- 1951 :
  - Traqué dans la ville (La città si difende) de Pietro Germi
  - Son dernier verdict (L'ultima sentenza) de Mario Bonnard
  - Le Péché d'une mère (Core 'ngrato) de Guido Brignone
  - Les miracles n'ont lieu qu'une fois d'Yves Allégret
- 1952 : 
  - Les Chemises rouges de Goffredo Alessandrini et Francesco Rosi
  - Viva il cinema! de Giorgio Baldaccini et Enzo Trapani
  - Ces demoiselles du téléphone (Le signorine dello 04) de Gianni Franciolini.
- 1954 : L'Ombre de Giorgio Bianchi
- 1956 :
  - Le Chevalier de la violence de Sergio Grieco
  - Sœur Letizia de Mario Camerini
- 1957 :
  - Pères et Fils de Mario Monicelli
- 1958 : 
  - Anna de Brooklyn de Vittorio De Sica et Carlo Lastricati
  - Amour et Ennuis (Amore e guai) d'Angelo Dorigo
- 1959 : Premier Amour  de Mario Camerini
- 1960 :
  - David et Goliath de Richard Pottier et Ferdinando Baldi
  - La ciociara de  Vittorio De Sica
  - Thésée et le Minotaure de Silvio Amadio
- 1961 :
  - Le Mauvais Chemin de  Mauro Bolognini
  - Barabbas de Richard Fleischer
  - Maciste contre le fantôme de Giacomo Gentilomo et Sergio Corbucci
- 1962 :
  - Le Désordre de Franco Brusati
  - Ponce Pilate de Gian Paolo Callegari et Irving Rapper
- 1963 : Les Sept Invincibles (Gli invincibili sette) d'Alberto De Martino
- 1964 : Le Jeudi (Il giovedì) de  Dino  Risi
- 1964 : Amore mio de Raffaello Matarazzo
- 1965 : L'Extase et l'Agonie de Carol Reed
- 1966 : Arizona Colt de Michele Lupo